# 赤川元光
赤川 元光（あかがわ もとみつ）は、戦国時代の武将。毛利氏の家臣。赤川房信の次男。弟に毛利氏の重臣である赤川就秀、赤川元保、赤川元久らがいる。

## 生涯
毛利氏の譜代家臣である赤川房信の次男として生まれたが、兄の房景が早世したため嫡男となった。
永正13年（1516年）、毛利興元に従って備後国と出雲国の国境近くでの合戦に参加したが、興元が乗っていた馬が矢傷を受け、乗り換える馬が無かったため、元光は自分が乗っていた馬を興元に譲った。元光は家臣である高木備前掾の馬に乗り、踏みとどまって敵を1人か2人討ち取ったが、戦死した。
元光には実子の又四郎（後の長沼元氏）がいたが、弟の就秀が家督を相続した。

## 系譜
- 父：赤川房信（?-?）
- 母：坂広秋の娘（?-?）

- 正室：不詳
- 母不明の子女
  - 長男：長沼元氏（?-1588）